# Svalutation
Svalutation (укр. «Девальвація») — студійний альбом італійського співака та кіноактора Адріано Челентано, випущений 1976 року, під лейблом «Clan Celentano».

## Про альбом
За тематикою альбом «Svalutation» був соціально-орієнтованим, диск очолив італійські, французькі та німецькі чарти. Музика альбому виконана в стилі поп-рок, він посів 7 позицію в італійському чарті 1976 року. Альбом вийшов накладом 1.000.000 копій (в Італії) і 2.000.000 копій (за межами Італії).
Назва заголовної пісні — «Svalutation» являє собою білінгвальне слово, утворене в результаті з'єднання італійського «svalutazione» і англійського «devaluation» (з англ. — «Девальвація»). Сама композиція починається словами: «І щодня бензин коштує дедалі дорожче, а ліра відступає і падає вниз, девальвація, девальвація…», таким наголосом співак висміював соціальну кризу в Італії тих часів — інфляцію, загрозу тероризму й інше, завдяки цьому пісня отримала велику популярність. Вона посіла 4 позицію в італійському чарті найкращих синглів 1976 року, було продано 348.000 копій з нею. В подальшому пісня виконувалася у багатьох телепроєктах Челентано, послужила назвою однойменної передачі «Svalutation» 1992 року, входила в безліч збірників. Також Челентано виконував її в дуеті з відомим італійським співаком П'єро Пелу на телешоу «Francamente me ne infischio» (1999). В інтерв'ю радянській газеті «Труд» 1981 року Челентано відгукувався про пісню словами:
«Одна з моїх улюблених пісень називається „Девальвація“. У ній я говорю про ті соціальні проблеми, які мене хвилюють по-справжньому. Адже це факт, що ті, у кого влада в руках, не завжди чесно поводяться по відношенню до народу»
Авторами пісень альбому стали: Адріано Челентано і його племінник Джино Сантерколе, піснярі Лучано Беретта та Віто Паллавічіні. Аранжування створили Детто Маріано і Натале Массара.
В пісні «I want to know» критикується надмірна урбанізація населення, до композиції існує відеокліп. У тексті пісні присутні слова: «… Я хочу знати. Як люди примудряються виживати в цих будинках, законсервовані як анчоуси у банці. Де народжуються малюки, вже зі зморшками…».
До пісень «I want to know» і «La camera 21» у 1994 році зроблено римейки, які увійшли до альбому «Quel Punto». Пісня «Ricordo» є інструментальною, а не вокальною композицією.

## Трек-лист
LP
Сторона «A»
| #  | Назва                             | Автор                                                                 | Тривалість |
| -- | --------------------------------- | --------------------------------------------------------------------- | ---------- |
| 1. | «I want to know-1» (Я хочу знати) | Адріано Челентано, Джино Сантерколе, Лучано Беретта                   | 2:48       |
| 2. | «Svalutation» (Девальвація)       | Адріано Челентано, Джино Сантерколе, Лучано Беретта, Віто Паллавічіні | 3:06       |
| 3. | «La camera «21»» (Кімната-21)     | Адріано Челентано, Джино Сантерколе, Лучано Беретта                   | 5:32       |
| 4. | «La neve» (Сніг)                  | Адріано Челентано, Джино Сантерколе, Лучано Беретта                   | 7:00       |

Сторона «Б»
| #     | Назва                             | Автор                                                                 | Тривалість |
| ----- | --------------------------------- | --------------------------------------------------------------------- | ---------- |
| 5.    | «Uomo macchina» (Чоловік-машина)  | Джино Сантерколе                                                      | 3:42       |
| 6.    | «La barca» (Човен)                | Адріано Челентано, Джино Сантерколе, Лучано Беретта, Віто Паллавічіні | 4:41       |
| 7.    | «Ricordo» (Спогад)                | Адріано Челентано                                                     | 4:05       |
| 8.    | «I want to know-2» (Я хочу знати) | Адріано Челентано, Джино Сантерколе, Лучано Беретта                   | 5:21       |
| 36:17 |                                   |                                                                       |            |

## Творці альбому
- Адріано Челентано — вокал;
- Детто Маріано, Натале Массара — аранжування;
- Адріано Челентано, Джино Сантерколе, Лучано Беретта, Віто Паллавічіні — композитори.

## Видання альбому
Альбом виходив на LP-платівках в Італії, Югославії, Німеччині, Франції і Греції. З 1991 року виходило перевидання альбому на CD.
| Назва                       | Лейбл                                               | Маркування           | Країна    | Рік      |
| --------------------------- | --------------------------------------------------- | -------------------- | --------- | -------- |
| Svalutation (LP, Album)     | Clan Celentano                                      | CLN 86013            | Італія    | 1976     |
| Svalutation (Cass, Album)   | Clan Celentano                                      | 40 CLN 86013         | Італія    | 1976     |
| Svalutation (LP, Album)     | PGP RTB, Ariola                                     | LP 5639, 27 923 OT   | Югославія | 1976     |
| Svalutation (LP, Album)     | Ariola                                              | 27 923 OT            | Німеччина | 1976     |
| Svalutation (LP, Album)     | Eurodisc                                            | 27 923               | Франція   | 1976     |
| Svalutation (LP, Album)     | Clan Celentano                                      | 9031 74418-1         | Німеччина | 1976     |
| Svalutation (LP, Album)     | CBS                                                 | CLN 86013            | Греція    | 1976     |
| Svalutation (LP, Album, RE) | CGD, CGD                                            | 207 480, 207 480—270 | Європа    | 1986     |
| Svalutation (CD, Album, RE) | Clan Celentano                                      | 9031 74418-2         | Німеччина | 1991     |
| Svalutation (CD, Album, RE) | Universal                                           | 3259130005066        | Італія    | 2012     |
| Svalutation (CD, Album, RE) | Sorrisi E Canzoni TV, Clan Celentano, CGD East West | none                 | Італія    | невідомо |
| Svalutation (Cass, Album)   | Warner Music Italy                                  | 9031-74418-4         | Італія    | невідомо |
| Svalutation (LP, Album, RE) | Clan Celentano                                      | 9031-74418-1         | Європа    | невідомо |

## Сингли
Чотири пісні з альбому виходили як сингли на LP. Платівка з піснями «Svalutation» і «La Barca» випускалася в Італії, Франції, Австрії, Югославії, Німеччині, Іспанії, Великій Британії та Туреччині. В Греції виходила платівка з піснями «Svalutation» і «I Want To Know». У Франції випускалася платівка з піснями «I Want To Know» і «Uomo Macchina». В Польщі випускалася платівка з піснею «I Want To Know».

### Видання
| Назва                                                               | Лейбл                        | Маркування            | Країна          | Рік  |
| ------------------------------------------------------------------- | ---------------------------- | --------------------- | --------------- | ---- |
| Svalutation/La Barca (7", Single)                                   | Clan Celentano               | CLN 4375              | Італія          | 1976 |
| Svalutation/I Want To Know (7", Single)                             | Epic                         | EPC 5064              | Греція          | 1976 |
| Svalutation/La Barca (7")                                           | Eurodisc                     | 17066                 | Франція         | 1976 |
| Svalutation/La Barca (7")                                           | Eurodisc, Eurodisc           | 17066, 911065         | Франція         | 1976 |
| Svalutation/La Barca (7", Jukebox)                                  | Clan Celentano               | YD 464                | Італія          | 1976 |
| Svalutation/La Barca (7", Single)                                   | Ariola                       | 17 066 AT             | Австрія         | 1976 |
| Svalutation/La Barca (7", Single)                                   | PGP RTB                      | S 53 969              | Югославія       | 1976 |
| Svalutation/La Barca (7", Single)                                   | Ariola                       | 17 066 AT             | Німеччина       | 1976 |
| Svalutation/La Barca (7", Single)                                   | Ariola                       | 17066 A               | Іспанія         | 1976 |
| Svalutation/La Barca (7", Single, M/Print)                          | Ariola                       | 17 066 AT             | Австрія         | 1976 |
| Svalutation/La Barca (7", Promo)                                    | Epic                         | S EPC 4375            | Велика Британія | 1977 |
| Svalutation/La Barca (7", Single)                                   | Z Plak                       | E.K.B.M. 507          | Туреччина       | 1977 |
| I Want To Know/Uomo Macchina (7")                                   | Eurodisc, Eurodisc, Eurodisc | 911076, 17 259, 17259 | Франція         | 1976 |
| I Want To Know (Flexi-disc, 7", 45 RPM, Single Sided, Single, Mono) | Tonpress                     | R-0805                | Польща          | 1978 |